# زائدة مطردة
الزائدة المطردة ضرب من الزوائد تطرأ على الكلمات التي على حذو واحد (وزن واحد، بناء واحد). والمطرد في اللغة خلاف الشاذ.

## أمثلة

### عربية
- أسَد ج. أسُد، وقمَر ج. قمُر، لكن ذلك لا يقاس عليه فمثلا تجمع رمَق على رُمُق إنما على أرماق. في هذه الحالة يسمى الجمع جمع تكسير والزائدة زائدة تكسير.

### إنجليزية
- «فأر» مَوس (mouse) ج. مَيس (mice)، ومثلها «قمل» لَوس (louse) ج. لَيس (lice)؛ إلا أن ذلك غير مطرد أي أنه ليس قياسيا بل سماعي فلا يقال مثلا رَيس (rice) جمع رَوز (rouse) فهي تجمع على رَوسز (rouses).